# Пика (Чили)
Пика  (исп. Pica ) — посёлок в Чили, административный центр одноимённой коммуны. Население посёлка — 4031 человек (2017). Посёлок и коммуна входит в состав провинции Тамаругаль и области Тарапака.

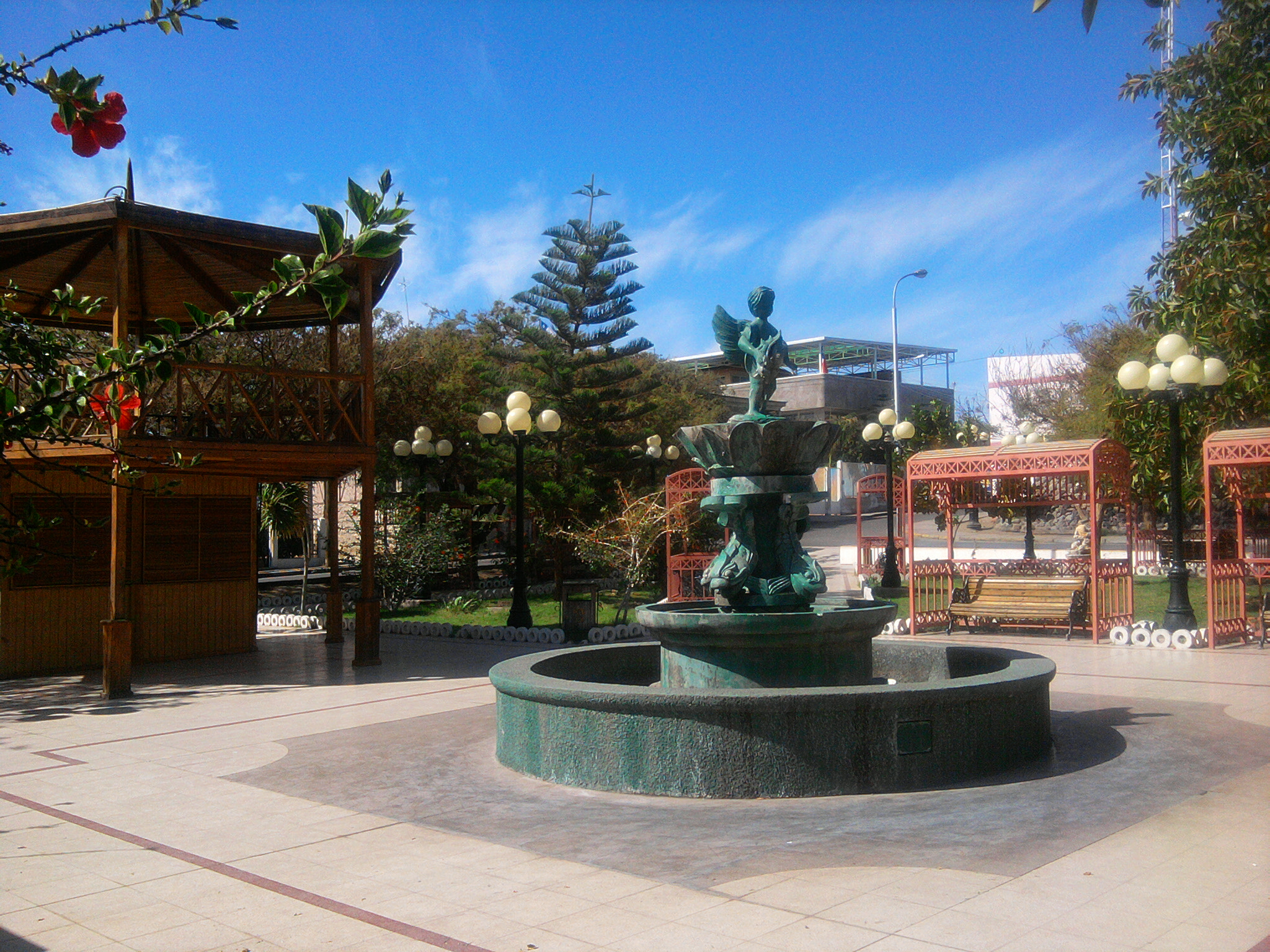
Площадь в Пика

Территория — 8934,3 км². Численность населения — 9 296 жителя (2017). Плотность населения — 1,04 чел./км².

## Расположение
Посёлок расположен в 92 км (115 км по шоссе) на юго-запад от административного центра области города Икике.
Коммуна граничит:
- на севере — коммуна Кольчане
- на востоке — департамент Оруро (Боливия)
- на юго-востоке — коммуна Ольягуэ
- на юге — коммуна Калама
- на западе — коммуна Посо-Альмонте
- на северо-западе — коммуна Уара

## Демография
Согласно сведениям, собранным в ходе переписи 2017 г  Национальным институтом статистики (INE),  население коммуны составляет:
| Полное население                          | Полное население                          | Полное население                          | Полное население                          | Полное население                          | 9 296 |
| ----------------------------------------- | ----------------------------------------- | ----------------------------------------- | ----------------------------------------- | ----------------------------------------- | ----- |
| в том числе:                              | Городское население                       | 3 912                                     | Процент городского населения, %           | 42,08                                     |       |
|                                           | Сельское население                        | 5 384                                     | Процент сельского населения, %            | 57,92                                     |       |
|                                           | Мужское население                         | 6 550                                     | Процент мужского населения, %             | 70,46                                     |       |
|                                           | Женское население                         | 2 746                                     | Процент женского населения, %             | 29,54                                     |       |
| Плотность населения, чел/км²              | Плотность населения, чел/км²              | Плотность населения, чел/км²              | Плотность населения, чел/км²              | Плотность населения, чел/км²              | 1,04  |
| Население коммуны в % к населению области | Население коммуны в % к населению области | Население коммуны в % к населению области | Население коммуны в % к населению области | Население коммуны в % к населению области | 2,81  |

| Динамика изменения населения коммуны | Динамика изменения населения коммуны | Динамика изменения населения коммуны | Динамика изменения населения коммуны |
| ------------------------------------ | ------------------------------------ | ------------------------------------ | ------------------------------------ |
| 1992                                 | 2002                                 | 2012                                 | 2017                                 |
| 2512                                 | 6178▲                                | 4194▼                                | 9296▲                                |

## Важнейшие населенные пункты[4]
| № | Название       | Название (исп.) | Статус  | Население чел. (2019) | На карте                        |
| - | -------------- | --------------- | ------- | --------------------- | ------------------------------- |
| 1 | Пика           | Pica            | город   | 4 031                 | 20°29′22″ ю. ш. 69°19′46″ з. д. |
| 2 | Кольягуаси     | Collaguasi      | шахта   | 3745                  | 20°58′12″ ю. ш. 68°37′29″ з. д. |
| 3 | Кебрада-Бланка | Quebrada Blanca | шахта   | 668                   | 21°00′11″ ю. ш. 68°47′39″ з. д. |
| 4 | Матилья        | Matilla         | поселок | 380                   | 20°30′50″ ю. ш. 69°21′41″ з. д. |
| 5 | Бахо-Матилья   | Bajo Matilla    | деревня | 203                   | 20°30′34″ ю. ш. 69°21′58″ з. д. |
| 6 | Валье-Кисма    | Valle Quisma    | деревня | 66                    | 20°31′01″ ю. ш. 69°20′51″ з. д. |